# Plaza Athénée
Le Plaza Athénée est un hôtel de luxe situé au 25 avenue Montaigne, une des artères bordant le « triangle d'or », dans le quartier des Champs-Élysées du 8e arrondissement de Paris. 
Il appartient au groupe Dorchester Collection, qui a pour principal actionnaire le sultan de Brunei. Le Plaza Athénée détient la distinction française de palace depuis 2011. 

## Histoire

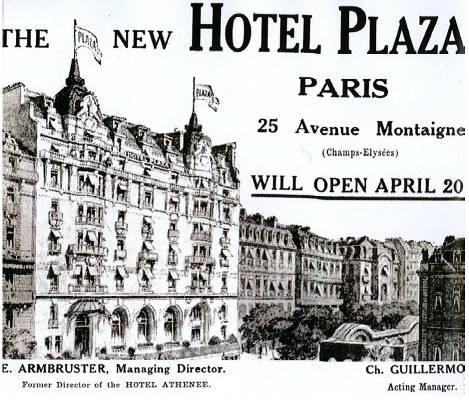
Affiche annonçant l'inauguration de ce qui s'appelle encore l'hôtel Plaza, le 20 avril 1913.

Construit en deux campagnes entre 1902 et 1909, l'hôtel Plaza Athénée est un hôtel de luxe de huit étages, réalisé dans un style éclectique par les architectes Charles Lefebvre et Louis Duhayon (auteurs de l'hôtel Claridge sur l'avenue des Champs-Élysées). En 1913, le théâtre des Champs-Élysées et l'hôtel Plaza s’apprêtent à ouvrir respectivement le 31 mars et le 1er avril. Cependant, la marque Plaza n’ayant pas été déposée, un concurrent attaque la société de l’hôtel pour similitude de nom. L’ouverture est donc retardée. Heureusement, Émile Armbruster, le directeur général de l’époque, a alors l’idée d’apposer le nom de l’hôtel dont il avait précédemment la responsabilité, « l’Athénée », à celui de « Plaza ». Le Plaza Athénée est créé et l’hôtel peut donc ouvrir ses portes sans procès le 20 avril 1913.
À l'occasion d'un changement de propriétaire en 1933, l'hôtel est modernisé. Il ouvre de nouveau en 1936. Pendant la Seconde Guerre mondiale, il est occupé successivement par les commandements allemands puis américains. Il retrouvera son activité commerciale en 1946. En 1970, le rez-de-chaussée est modifié : le salon Montaigne est créé à cette occasion par la réunion de l'ancien salon de lecture et du salon dit « Régence ». La salle à manger a été réhabilitée en 1984.
C'est au Plaza Athénée, où elle séjourne depuis début janvier 1917, que l'espionne Mata-Hari est arrêtée le 13 février 1917. Après la Seconde Guerre mondiale, l’hôtel abrite les amours de Marlène Dietrich avec Jean Gabin. C’est en souvenir des jours heureux avec Gabin en ce lieu que Dietrich s’installe de 1962 à sa mort en 1992 dans un appartement au 12 avenue Montaigne — juste en face de l’ancienne chambre des deux amants —, et aime dîner au Relais Plaza, le restaurant de l'hôtel.
Par arrêté du 4 novembre 1994, l'hôtel est partiellement inscrit au titre des monuments historiques (pour sa façade sur l'avenue, sa toiture, son hall, sa grande galerie, sa salle à manger et le salon Montaigne). Le Relais Plaza, construit en 1936, est également protégé.
Depuis 2007, l'hôtel Plaza Athénée dépense 1,5 million d'euros par an pour son amélioration. Le hall d’entrée, la galerie et la cour-jardin sont rénovés en 2014, ainsi que l’étage Art déco en 2018. Toutefois, à la suite de l'augmentation considérable de la concurrence parmi les hôtels de luxe parisiens depuis quelques années, l'établissement a acquis récemment trois immeubles mitoyens. Grâce à cette acquisition, il agrandit non seulement sa taille, soit 5 500 m2, mais améliore aussi la qualité de ses suites et chambres. Le palace ferme le 1er octobre 2013 et rouvre ses portes en septembre 2014. De nombreuses pièces de mobilier avaient été proposées lors d'une vente aux enchères chez Artcurial, quelques jours après la fermeture. Pour son centenaire, en 2013, le directeur du Plaza Athénée enterre sous le marbre de la Galerie (qui longe le jardin intérieur) une malle étanche contenant une collection d'objets en lien avec l'histoire du palace.
Le 28 mars 2019, l’acteur américain George Clooney lance un appel au boycott des hôtels liés au sultanat de Brunei, dont le Plaza Athénée, en raison de l’instauration par ce petit État de la peine de mort en cas d’homosexualité ou d’adultère,.
En 2020, du fait de la pandémie de Covid-19, le Plaza Athénée ferme durant plusieurs mois, comme de nombreux hôtels parisiens. Il en profite pour rénover les chambres du septième étage.

## Palace

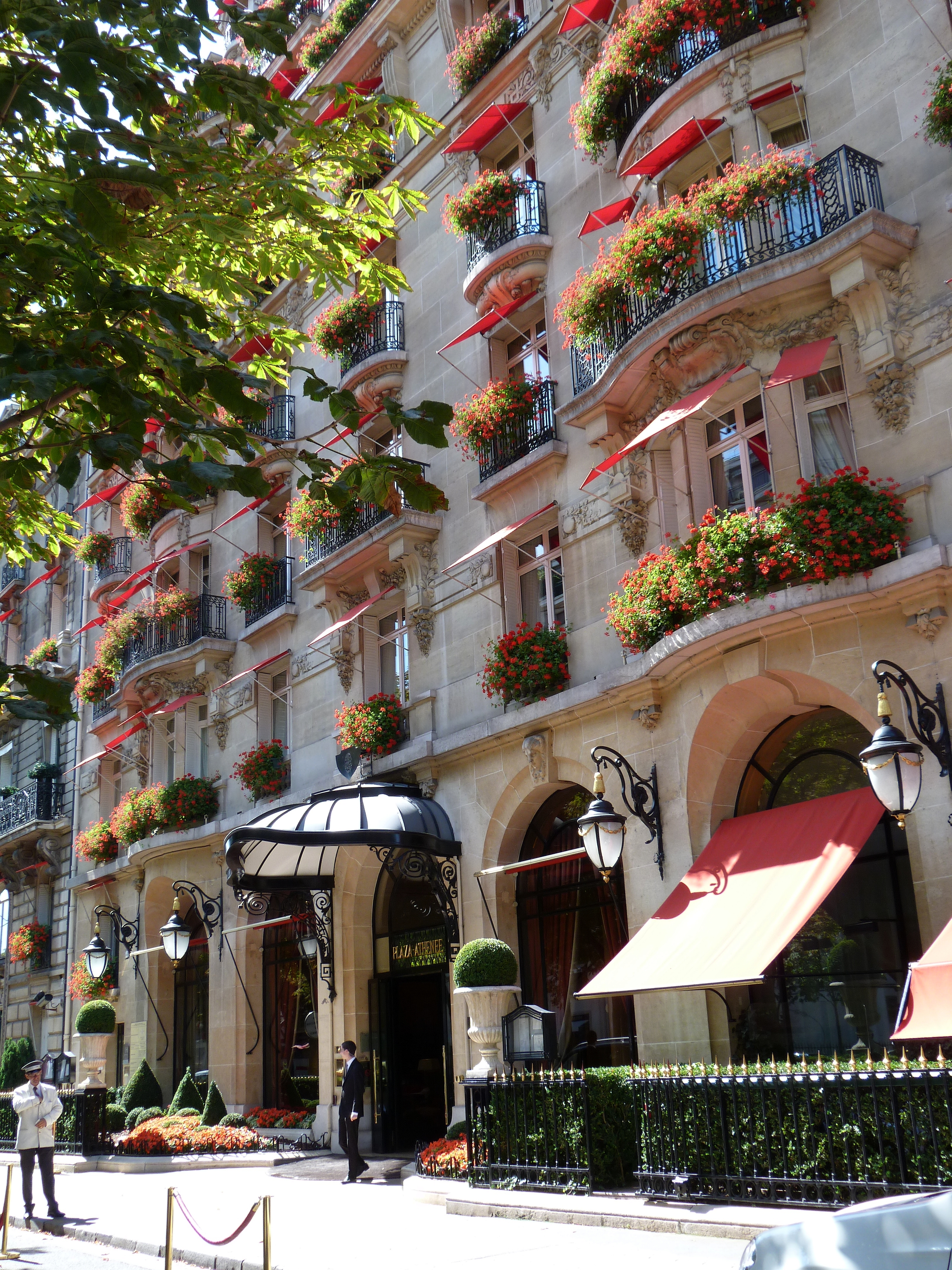
L'entrée de l'hôtel.

Il a été inauguré en 1913 et se trouve à proximité des Champs-Élysées et de la tour Eiffel. Il est célèbre pour son code couleur « rouge », qui se décline jusqu'à la présence de géraniums aux fenêtres.
En 2008 s'ouvre le « Dior Institut », un centre de soins et de bien-être au sein de l'hôtel. L'hiver, une patinoire est aménagée dans la cour intérieure, utilisée l'été comme jardin fleuri. En mai 2011, il fait partie des huit premiers hôtels français de grand luxe — dont quatre à Paris — à recevoir la nouvelle distinction de « palace ».
Il est « sans doute le palace le plus musical de la capitale française », avec pianiste virtuose « maison » d'origine russe, Sergueï Trocin, improvisations swing par Werner Küchler, et série de concerts privés sur des pianos Fazioli, baptisée « Harmonies du soir », créée par Véronique Bonnecaze et organisée depuis 2010 le deuxième lundi de chaque mois dans l'un des petits salons de l'établissement.
En 2010, le Plaza Athénée reçoit le label « Entreprise du patrimoine vivant » au second semestre pour son savoir-faire d'excellence dans le domaine de la gastronomie et ses métiers artisanaux.
En 2013, le palace compte 573 employés (84 corps de métier), environ 3 000 fournisseurs, une cave de 35 000 bouteilles (1 700 références) et utilise 250 000 roses et 100 000 orchidées annuellement.

## Chambres et suites

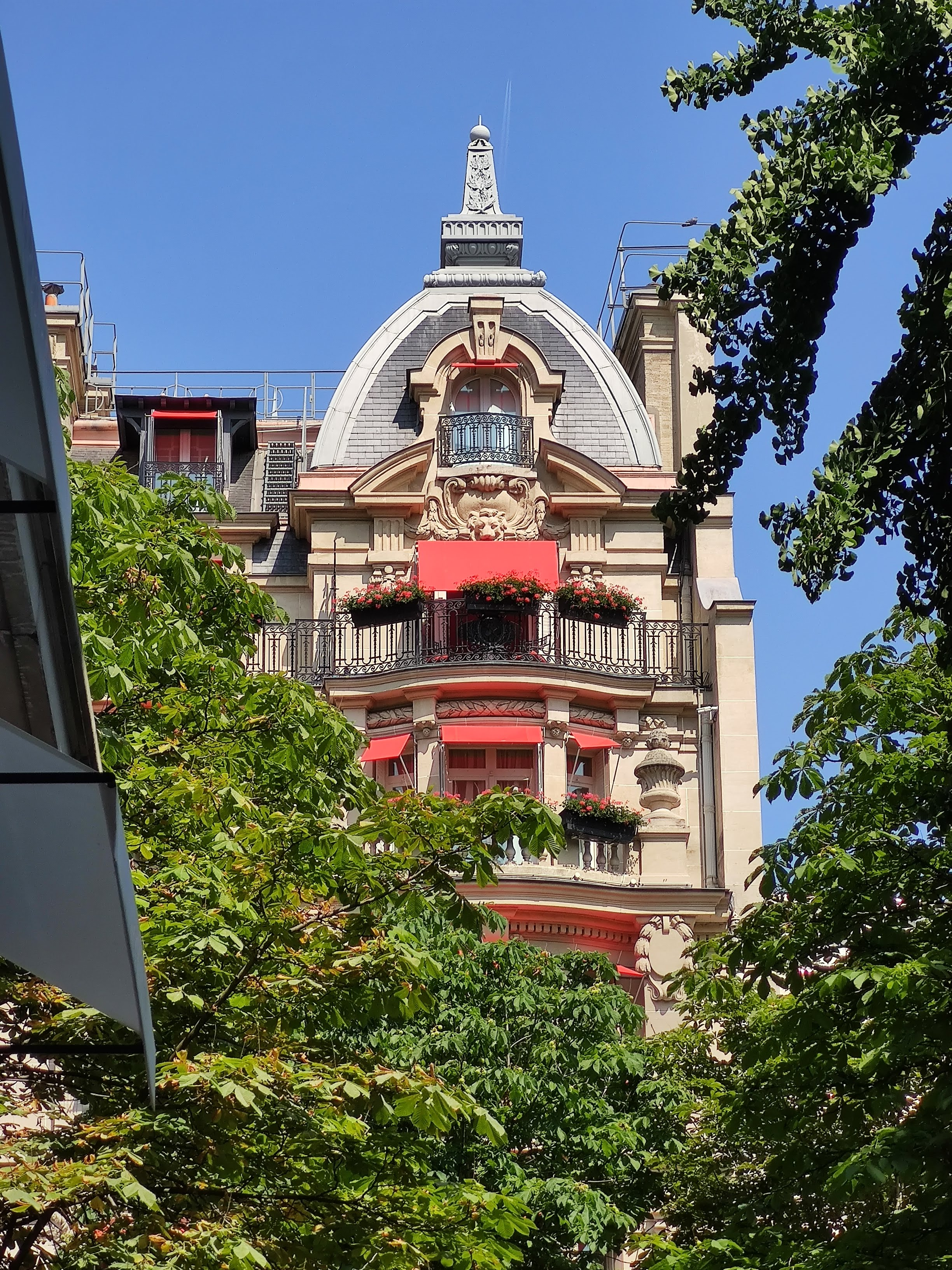
Étages supérieurs.

L'hôtel est composé de 154 chambres et 54 suites. Les chambres et suites des six premiers étages sont décorées dans le pur style classique français (mobilier de styles Régence, Louis XV et Louis XVI). Les 7e et 8e étages sont dédiés au style Art déco. Les suites « Eiffel » et « Royale » offrent toutes deux différentes vues sur la tour Eiffel. La suite royale est également connue pour être l'une des plus grandes de Paris avec une superficie de 450 m2.

## Restauration

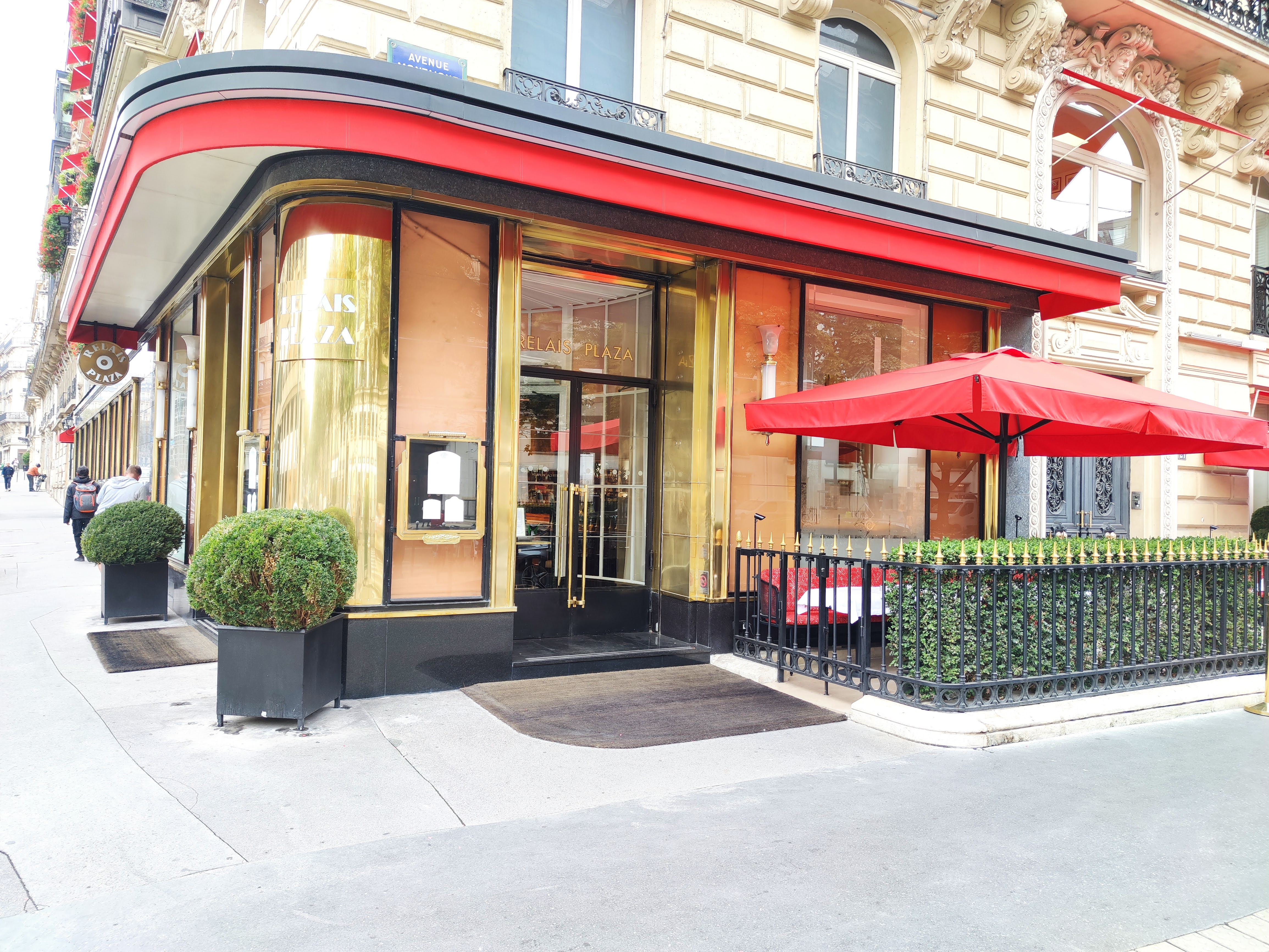
Le Relais Plaza.

Le chef Alain Ducasse supervise toute la restauration de l'hôtel Plaza Athénée. En 2021, il est remplacé par Jean Imbert.
Restaurant gastronomique : Jean Imbert au Plaza Athénée — 1 étoile au Guide Michelin.
- Chef exécutif : Romain Meder
- Directeur de salle : Denis Courtiade
- Cheffe pâtissière : Elisabeth Hot

Brasserie chic : Le Relais Plaza, ouvert depuis 1936
- Chef exécutif : Philippe Marc
- Directeur de salle : Werner Kuchler
- Chef pâtissier exécutif : Angelo Musa, meilleur ouvrier de France et champion du monde de pâtisserie
- Chef pâtissier : Elisabeth Hot

Restaurant extérieur : La Cour Jardin
- Chef : Mathieu Emeraud
- Chef pâtissier exécutif : Angelo Musa, meilleur ouvrier de France et champion du monde de pâtisserie
- Chef pâtissier : Alexandre Dufeu

Salon de thé : La Galerie, ouvert tous les jours, de 8 heures à 2 heures du matin.
- Chef pâtissier exécutif : Angelo Musa, meilleur ouvrier de France et champion du monde de pâtisserie
- Chef pâtissier : Elisabeth Hot

Terrasse : La Terrasse Montaigne
- Chef exécutif : Philippe Marc
- Chef pâtissier exécutif : Angelo Musa, meilleur ouvrier de France et champion du monde de pâtisserie
- Chef pâtissier : Elisabeth Hot

Le Bar : Le Bar du Plaza
- Il est l'un des deux grands hôtels parisiens (avec Le Bristol) à posséder sa propre boulangerie.
- Le bar de l'hôtel est conçu par Patrick Jouin et Sanjit Manku et deux vitrines présentent les créations de Shinichiro Ogata à l'entrée du restaurant gastronomique.

## Clients célèbres
Parmi les clients célèbres, on note Marlene Dietrich, Jean Gabin, Alfred Hitchcock, Frank Sinatra, Michael Jackson, Herbert von Karajan, Björn Borg, Harrison Ford, Roger Moore, Elton John, Shakira, Mick Jagger ou encore Christian Dior, qui y organisait des présentations de ses créations.
Parmi les clients célèbres du restaurant Relais Plaza figurent Alain Delon, Jean-Paul Belmondo, Charles Aznavour, Françoise Sagan, Yves Saint Laurent, Marcello Mastroianni, Herbert von Karajan, Al Pacino ou encore Bono. Directeur de l'établissement pendant une quarantaine d'années, où il fut aussi crooner, Werner Küchler a tiré un livre de ses souvenirs : 25 avenue Montaigne (Albin Michel, 2022),.

## Au cinéma
L'hôtel a servi de décor pour les films :
- Monsieur Taxi de André Hunebelle (1952)
- Marathon Man de John Schlesinger (1976)
- Tenue correcte exigée de Philippe Lioret (1997)
- And Now... Ladies and Gentlemen... de Claude Lelouch (2002)
- Tout peut arriver de Nancy Meyers (2003)
- Sex and the City, Une Américaine à Paris - 1re partie (2004)
- Pédale dure de Gabriel Aghion (2004)
- La Confiance règne d'Étienne Chatiliez (2004)
- Backstage d'Emmanuelle Bercot (2005)
- Fauteuils d'orchestre de Danièle Thompson (2006)
- Rush Hour 3 avec Chris Tucker et Jackie Chan (2007)
- Paris-Manhattan avec Alice Taglioni et Patrick Bruel (2012)
- Le Capital de Costa-Gavras (2012)
- Les Schtroumpfs 2 de Raja Gosnell (2013)